# Maďarská Wikipedie
Maďarská Wikipedie (maďarsky Magyar Wikipédia) je verze internetové encyklopedie Wikipedie v maďarštině. Byla založena 8. července 2003 uživatelem Grin. V červnu 2024 obsahovala přes 542 000 článků a pracovalo pro ni 25 správců. Registrováno bylo přes 564 000 uživatelů, z nichž bylo přes 1 500 aktivních. V počtu článků byla 29. největší Wikipedie.
V roce 2012 provedli 88,6 % editací maďarské Wikipedie uživatelé z Maďarska, 3,3 % z Rumunska a 1,4 % z USA.
Nejvíce článků, respektive dotazů, z maďarské Wikipedie je zobrazeno v Maďarsku (81,8 %), Rumunsku (3,6 %), Německu (2,3 %), Číně (1,7 %) a na Slovensku (1,7 %). Naopak na území Maďarska uživatelé používají maďarskou verzi v 65,1 % případů a dalšími nejrozšířenějšími jazykovými verzemi jsou zde anglická (29,2 %), německá (1,8 %) a ruská (1,5 %). Uživatelé v Maďarsku si během měsíce zobrazí asi 55,3 milionů dotazů, což představuje 0,4 % celkového počtu zobrazení v rámci celé Wikipedie. Na území Slovenska směřuje do maďarské Wikipedie 3,3 % dotazů a je zde čtvrtou nejpoužívanější verzí. V Rumunskou jsou to 3 %.
V roce 2019 bylo zobrazeno okolo 632,5 milionu dotazů. Denní průměr byl 1 732 768 a měsíční 52 705 021 dotazů. Nejvíce dotazů bylo zobrazeno v listopadu (62 021 772), nejméně v červenci (45 251 460). Nejvíce dotazů za den přišlo v neděli 20. ledna (2 536 205), nejméně v pátek 6. září (1 184 178).